# Salvatore Gatto
Salvatore Gatto (Patti, 6 gennaio 1904 – ...) è stato uno scrittore e politico italiano.
Nel 1941 fu vicesegretario nazionale del Partito nazionale fascista.

## Biografia
Avvocato, giornalista e scrittore. Giovanissimo, già nel novembre 1919 si iscrisse ai Fasci di combattimento
Fu vicesegretario nazionale dei Gruppi Universitari Fascisti e vice presidente della Scuola di mistica fascista Sandro Italico Mussolini.
Con lo pseudonimo di Salgat scrisse alcune opere, e anche commedie teatrali, tra cui nel 1933 Chiaro di luna.
Fu segretario federale del PNF di Terni nel 1937.
Combatté,  come sottotenente nel 4º reggimento Camicie nere del Corpo truppe volontarie, nella guerra civile spagnola, dove fu ferito nel 1938 in combattimento e ottenne una medaglia di bronzo al valor militare. Nel giugno 1938 fu nominato ispettore nazionale del Partito nazionale fascista.
Nel 1939 fu consigliere nazionale della Camera dei Fasci e delle Corporazioni
. Membro del Direttorio nazionale del partito fascista dal febbraio 1939 all'aprile 1943, fu per alcuni mesi anche vice segretario nazionale del partito (ottobre-dicembre 1941)..
Dal 1942 al 1943 fu vice presidente dell'Istituto fascista di cultura. Dal febbraio al luglio 1943 fu l'ultimo segretario federale del PNF di Palermo.
Nel dopoguerra esercitò l'avvocatura a Roma e fu dirigente del MSI.

## Opere
- Rosa dei venti, Torino, 1931
- La Venere subalterna, Torino, 1932
- Polemiche del pensiero e dell'azione fascista, Roma, 1934
- Il borghese, Cedam, 1941